# Abdollah Movahed
Abdollah Movahed (em persa: عبدالله موحد; Babolsar, 2 de março de 1940) é um lutador de estilo-livre iraniano, campeão olímpico.

## Carreira
Enquanto morava em Babolsar, Movahed treinou ginástica, vôlei e natação. Em Teerã, ele continuou jogando vôlei e começou a praticar levantamento de peso, mas parou devido a um surto de hepatite. Depois de se recuperar, ele mudou para luta livre por conselho de seu irmão Mehdi. O ponto alto de sua carreira foram nos Jogos Olímpicos de Verão de 1968, na Cidade do México, onde conquistou a medalha de ouro. Nos Jogos de 1972, ele machucou o ombro nas primeiras rodadas e não avançou para a final.